# L'Homme à la découverte de son âme
L'homme à la découverte de son âme, sous titré : Structure et fonctionnement de l'inconscient, est un ouvrage écrit par Carl Gustav Jung, rassemblant sept articles rédigés entre 1928 et 1934 et publié pour la première fois en français en 1943 aux éditions du Mont-Blanc (Genève).
Il a été réédité de très nombreuses fois ensuite (notamment aux éditions Payot), la dernière fois en 2015 aux éditions Albin Michel.

## Sommaire et premières dates de publication
LIVRE I : EXPOSITION
- CH I – L’angoisse de l’âme contemporaine (pp. 49-68) (1931)
- CH II – A la conquête de la conscience (pp. 69-96) (1933)

LIVRE II : LES COMPLEXES
- CH III  – Du conscient et de l’inconscient (pp. 97-142) (1934)
- CH IV  – L’expérience des associations (pp. 143-180) (1934)
- CH V  – Des complexes (pp. 181-200) (1934)

LIVRE III : LES RÊVES
- CH VI  – Du rêve (pp. 201-246) (1928)
- CH VII  – Richesse individuelle du rêve (pp. 247-272) (1931)
- CH VIII  – Du rêve au mythe (pp. 273-332) (1934)

EPILOGUE (pp. 333-334) (1944)